# Sping
Sping (abréviation de spam ping) est un ping envoyé d'un splog (spam blog). Le terme est aussi utilisé pour désigner de multiples pings (parfois des dizaines ou des centaines par minute) envoyés par des blogues légitimes dont le logiciel est mal configuré ou qui veulent faire croire que leur contenu a été rafraichi (dans ce contexte, un ping est un message envoyé par un blogue ou un autre outil de publication à un serveur pour indiquer que son contenu est rafraichi. Ne pas confondre avec la commande ping).
Le sping est une technique de référencement abusif, car il vise à tromper les moteurs de recherche.

## Origine du terme
Le terme a été popularisé par David Sifry dans Technorati dans son rapport de février 2006 State of the Blogosphere (État de la blogosphère), mais il avait été inventé initialement en septembre 2005 par le blogueur français spécialisé en Optimisation pour les moteurs de recherche (SEO), Sébastien Billard, dans un article intitulé Spam 2.0.

## Fréquence
Les spings, comme les splogs, sont de plus en plus problématiques dans la blogosphère. Des estimés de Weblogs.com et du service Ping-o-Matic! de Matt Mullenweg ont montré que plus de 50 % des pings sont des spings. Une étude commanditée par le Ebiquity Group  et conduite par l'Université du Maryland à Baltimore en 2006 mentionne un pourcentage de 75 %. Par la suite, la popularité des spings semble avoir diminué et une étude de 2007 mentionne un ratio de 53 %.

## Source
- (en) Cet article est partiellement ou en totalité issu de l’article de Wikipédia en anglais intitulé « Sping » (voir la liste des auteurs).